# Elena Ochoa
Elena Fernández López (A Pobra de Trives, Orense, 24 de setembre de 1958) també coneguda com a Elena Ochoa, és una psicòloga, editora i comissària d'art contemporani espanyola, fundadora i directora general de Ivorypress.

## Trajectòria professional
Durant més de vint anys va exercir el càrrec de Professora Titular de Psicopatología a la Universitat Complutense de Madrid i fins a 2001 va ser Professora Honorària del King’s College de Londres. A més d'obtenir una beca Fulbright per fer estudis postdoctorals a la Universitat d'Illinois (Chicago) i a la Universitat de Los Ángeles (UCLA), al llarg de la seva carrera ha estat Professora Visitant i ha exercit una labor de recerca a diverses universitats tant a Europa com als Estats Units. Ha treballat en RNE i Televisió Espanyola i ha estat col·laboradora habitual de diversos periòdics.
En 1990 va ser conductora del programa de televisió Parlem de sexe de Televisió Espanyola.
En 1996 va fundar Ivorypress, una iniciativa privada que desenvolupa la seva activitat en l'edició i comissariat d'art contemporani i que comprèn una galeria d'art, una editorial especialitzada en llibres d'artista i una llibreria especialitzada en llibres de fotografia, arquitectura i art contemporani.
Dirigeix el projecte C Photo, destinat a promoure la fotografia a través de publicacions, exposicions i suport acadèmic i institucional. Ivorypress ha creat la Càtedra d'Art Contemporani de la Universitat d'Oxford, i organitza amb Humanitas Project dos Professors Visitants cada any.
En estreta col·laboració amb el seu equip en Ivorypress, ha comissariat exposicions internacionals, entre les quals cal destacar C on Cities (10.ª Biennal d'Arquitectura de Venècia, 2006), Blood on Paper (Victoria & Albert Museum, Londres, 2008), Real Venice (54.ª Biennal d'Art Venècia, 2011 en Venice, Somerset House, Londres, 2012) i ToledoContemporánea, 2014.
És membre del MoMA's Library Council, de la Junta de Directors d'Art del Mutual Art Trust i membre del Advisor Board del Prix Pictet de Fotografia. És Presidenta del Jurat de Alt+1000, premi suís de fotografia. Va ser Presidenta del Tate International Council durant cinc anys i membre de la Junta Directiva de la Tate Foundation entre 2004 i 2008, així com de la Isamu Noguchi Foundation. Col·labora i dona suport com a patrona a diversos museus i fundacions, entre ells el Museu del Prat i el Teatre Real, tots dos a Madrid, i a escoles internacionals d'art contemporani i fotografia com l'Acadèmia de les arts i les ciències cinematogràfiques d'Espanya.
Elena Ochoa Foster exerceix com a directora general de Ivorypress, col·laborant actualment en projectes editorials i artístics amb artistes tals com Ai Weiwei, William Kentridge, Maya Lin, Thomas Struth, Cristina Iglesias, Els Fusters i Anselm Kiefer entre uns altres.
Elena Ochoa Foster és Presidenta del Consell de les Serpentine Galleries (Londres, RU) i Acadèmica Corresponsal a Suïssa per a la Reial Acadèmia de Belles arts de Sant Fernando (Madrid, Espanya).

## Reconeixements
- Premi Montblanc de la Culture Arts Patronage. Espanya, 2016[14]
- Premi Iberoamericà de Mecenatge en Art. Espanya, 2016[15][16]
- Premi Real Fundació de Toledo a la labor de comissariat per ToledoContemporánea. Espanya, 2015[cal citació]
- Medalla d'Or Institut Reina Sofia de Nova York. Nova York, EE.UU., 2012[cal citació]
- Premi a la Labor Editorial. Fora de Sèrie, Espanya, 2011.[cal citació]
- Premi Montblanc a la dona. Espanya, 2010[cal citació]
- Premi Agulla d'Or, Associació Dona Segle XXI. Espanya, 2009.[cal citació]
- Premi AD especial de la redacció. Architectural Digest Espanya. Espanya, 2007[cal citació]